# 德拉甘·本德尔
德拉甘·班德（英語：Dragan Bender，1997年11月17日—）是一名克羅地亞籍職業籃球員。班德能擔任大前鋒或中鋒。他曾代表克羅地亞国家男子篮球队出戰欧洲18岁以下青年篮球锦标赛。早年在克羅地亞出道，後到以色列球隊效力。2016年，班德決定參與NBA選秀，並在2016年NBA選秀會以第四順位被鳳凰城太阳選中，及後宣布選擇了35號為球員號碼。現效力於特拉维夫马卡比籃球俱樂部。